# McCartney III
Albums de Paul McCartney
Amoeba Gig
(2019)
McCartney III est le dix-huitième album solo de l'artiste britannique Paul McCartney, sorti le 18 décembre 2020 par Capitol Records. 
Il s'inscrit dans la continuité de deux précédents albums solo McCartney (1970) et McCartney II (1980), où l'artiste écrit, interprète et produit seul l'intégralité de l'album. 

## Historique
En 1970, Paul McCartney vit avec difficulté la séparation des Beatles. Il s'isole dans sa ferme en Écosse ou dans sa maison sur la rue Cavendish à Londres et meuble cette période difficile avec l'enregistrement de son premier véritable album solo qu'il intitulera tout simplement McCartney sur lequel il est le seul musicien. 
Dix ans plus tard, après ses ennuis au Japon et sa détention pour possession de cannabis, il dissout son groupe Wings et, encore une fois, s’attelle à la création d'un second album réalisé complètement par lui-même qu'il baptisera McCartney II. 
Puis en 2020, il récidive pour une troisième fois : la crise sanitaire l'obligeant à rester confiné chez lui, il réalise un nouvel album pour meubler le temps.

## Genèse

### Processus créatif
Paul McCartney commence à enregistrer au début de l'année 2020 dans un studio tout proche de sa ferme du Sussex, en Angleterre. Il se retrouve dans son studio avant tout pour un projet de musique d'un film d'animation qu'il doit réaliser. Celui-ci terminé, l'artiste doit se confiner à cause de la pandémie COVID-19 : il profite de l'occasion pour à la fois revenir sur des chansons jamais terminées, mais aussi pour travailler de nouvelles idées de compositions, qui aboutissent à l'album. Les enregistrements de la chanson When Winter Comes ont débuté en 1992 au moment où il travaillait avec George Martin sur la chanson Calico Skies (en); on y entend la voix d'un McCartney trente ans plus jeune. Deux des musiciens de son groupe actuel participent à l'enregistrement de la chanson Slidin'. À part cette exception, il ne reçoit l'aide que d'un ingénieur du son et d'un technicien, présents avec lui dans le studio,. 

« Chaque jour, je commençais à enregistrer avec un instrument avec lequel je composais une chanson, puis je rajoutais progressivement des couches ; c'était très amusant. Il s'agissait de faire de la musique pour soi plus que de faire de la musique pour un travail. Donc, j'ai juste fait des choses que j'aimais faire. Je n'avais aucune idée que cela se finirait en album. »

— Paul McCartney
Ce n'est pas la première fois que l'artiste joue de nombreux instruments sur une même chanson ou un même album. Ses premières expériences en la matière se font avec les Beatles, notamment sur les chansons Why Don't We Do It in the Road? et Wild Honey Pie (toutes deux sorties en 1968 sur l'album The Beatles). Il s'y consacre totalement sur ses deux albums solos McCartney (1970) et McCartney II (1980). Il joue la plupart des instruments sur les albums Chaos and Creation in the Backyard (2005), Memory Almost Full (2007) et Egypt Station (2018). Enfin, il joue la quasi-intégralité des instruments avec son groupe expérimental The Fireman.

### Album familial
Si dans les deux premiers albums, les photographies ont été prises par Linda McCartney, sa première femme, les principales photos de cet album ont été prises par leur fille Mary McCartney, photographe de profession. Des photographies supplémentaires ont été prises par son neveu Sonny McCartney (le fils de son frère Mike McCartney), ainsi que des photos prises par Paul McCartney lui-même avec son téléphone : « c'est une affaire de famille » est-il expliqué sur son site internet.  
La pochette et la typographie sont celles de l'artiste américain Edward Ruscha. 

## Promotion
Le nom de domaine mccartneyiii.com est enregistré en août 2020 par CSC Corporate Domains, la société qui avait précédemment enregistré paulmccartney.com et flaming-pie.com (pour la réédition de l'album Flaming Pie sorti en 1997). Sa page de destination est apparue à l'origine avec un avis d'erreur 303, au lieu de l'avis d'erreur 404 habituel.
Le 16 octobre, des teasers pour l'album ont commencé à apparaître sur Spotify avec illustrations animées issues des albums McCartney et McCartney II, montrant un dé avec trois points tournés vers le haut. La semaine suivante, le compte Twitter de Paul McCartney commence à publier des photos à 33 minutes après l'heure avec un motif récurrent de trois. L'album est officiellement annoncé sur les réseaux sociaux de l'artiste le 21 octobre.
À partir du 4 décembre 2020 débute sur les réseaux sociaux de l'artiste une série de 12 publications quotidiennes, dévoilant chacune les 12 nouveaux titres de l'album, à travers des peintures murales peintes dans 12 villes différentes. Chaque peinture présente le titre d'un nouveau morceau, un extrait de sa partition, le titre de l'album et sa date de sortie ; parfois un flashcode vers le site internet ou des photos de l'artiste en studio. Aussi, l'artiste appelle tous les musiciens à publier leurs reprises vidéo de ses 12 nouvelles chansons via son site Web spécial et le hashtag #12DaysOfPaul. Les chansons sont réparties ainsi : Long Tailed Winter Bird à Londres, Find My Way à Los Angeles, Pretty Boys à Mexico, Women and Wives à Sydney, Lavatory Lil à Toronto, Slidin' à New York, Deep Deep Feeling à Berlin ; d'autres chansons prévues à Paris, Rio de Janeiro, Tokyo et Liverpool, la ville de naissance de McCartney.

## Sortie et éditions limitées
McCartney III devait être disponible le 11 décembre 2020 mais, en raison de problèmes techniques, la sortie est repoussée au 18 décembre 2020. À l'instar de son album précédent, Egypt Station, qui a atteint la première position du Billboard 200 aussitôt sa sortie, McCartney III s'est aussi propulsé, cette fois, à la première place des palmarès américain et britannique. Comme ces deux dernières sorties ont été publiées sous plusieurs formats ceci fait en sorte que plusieurs collectionneurs en auront acheté plus qu'une copie. Cette stratégie de marketing a donc aidé ces albums à grimper dans les palmarès.
L'album est disponible aux formats CD, vinyle et numérique. Les éditions vinyles incluent différentes couleurs : noir standard ; une édition jaune à points noirs éditée par le label Third Man Records et limitée à 333 exemplaires, ainsi qu'une édition rouge 180g limitée à 3 000 exemplaires numérotés main ; une édition #SpotifyFansFirst sur vinyle transparent 130g limitée elle aussi à 3 000 exemplaires ; une édition rose Newbury Comics limitée à 1 500 exemplaires ; une édition limitée verte distribuée par Target ; une édition limitée bleue pour des distributeurs sélectionnés ; une édition blanche limitée à 4 000 exemplaires numérotés main distribuée aux États-Unis. Pour les éditions rouges, vertes et jaunes à points noirs, les dés sur la couverture sont également colorés. Une série de quatre CD intitulée McCartney III Colour Collections avec un enregistrement démo différent sur chaque disque où le dé de la pochette est de couleur différente a aussi été mis en marché. On dénombre pas moins de 49 différentes configuration de cet album.
Un boîtier édition limitée contenant ses trois albums homonymes sera mis en vente en 2022.

### Remix
Une édition de remix, intitulée McCartney III-Imagined est annoncée pour le 16 avril 2021 en téléchargement et le 22 juillet suivant en éditions vinyl et CD. Toutes les chansons du disque sont reprises, retravaillées ou remixées par des artistes et producteurs tels Beck, Phoebe Bridgers ou Khruangbin.
Un tirage de 3000 copies d'un disque vinyle 12 pouces avec la chanson Women and Wives du disque d'origine en face A et la même chanson réinterprétée par l'artiste St. Vincent en face B est prévu pour le Record Store Day de 2022.

## Liste des chansons
Toutes les chansons écrites, composées et interprétées par Paul McCartney.
| No  | Titre                           | Durée |
| --- | ------------------------------- | ----- |
| 1.  | Long Tailed Winter Bird         | 5:17  |
| 2.  | Find My Way                     | 3:55  |
| 3.  | Pretty Boys                     | 3:01  |
| 4.  | Women and Wives                 | 2:52  |
| 5.  | Lavatory Lil                    | 2:23  |
| 6.  | Deep Deep Feeling               | 8:26  |
| 7.  | Slidin'                         | 3:23  |
| 8.  | The Kiss of Venus               | 3:06  |
| 9.  | Seize the Day                   | 3:21  |
| 10. | Deep Down                       | 5:53  |
| 11. | Winter Bird / When Winter Comes | 3:12  |

| 12. | Women and Wives (Studio Outtake) | 3:16 |
| 13. | Lavatory Lil (Studio Outtake)    | 2:09 |
| 14. | The Kiss of Venus (Phone Demo)   | 2:12 |
| 15. | Slidin' (Düsseldorf Jam)         | 5:00 |

McCartney III-Imagined
| No  | Titre                                              | Artiste invité       | Durée |
| --- | -------------------------------------------------- | -------------------- | ----- |
| 1.  | Find My Way                                        | avec Beck            | 4:53  |
| 2.  | The Kiss of Venus                                  | avec Dominic Fike    | 2:23  |
| 3.  | Pretty Boys                                        | avec Khruangbin      | 5:48  |
| 4.  | Women and Wives                                    | St. Vincent Remix    | 3:00  |
| 5.  | Deep Down                                          | Blood Orange Remix   | 4:24  |
| 6.  | Seize The Day                                      | avec Phoebe Bridgers | 3:29  |
| 7.  | Slidin'                                            | EOB Remix            | 2:39  |
| 8.  | Long Tailed Winter Bird                            | Damon Albarn Remix   | 4:10  |
| 9.  | Lavatory Lil                                       | avec Josh Homme      | 2:53  |
| 10. | When Winter Comes                                  | Anderson .Paak Remix | 2:21  |
| 11. | Deep Deep Feeling                                  | 3D RDN Remix         | 11:23 |
| 12. | Long Tailed Winter Bird (bonus sur version vinyle) | Idris Elba Remix     | 2:44  |

## Fiche technique

### Interprètes
Musiciens
- Paul McCartney : chant, guitare, basse, piano, clavecin, mellotron, synthétiseur, batterie, flûte à bec
- Rusty Anderson : guitare (sur Slidin')
- Abe Laboriel Jr. : batterie (sur Slidin')

### Équipe de production
- Paul McCartney : producteur
- Steve Orchard : ingénieur du son
- Greg Kurstin : coproducteur (Slidin')
- Keith Smith : ingénieur adjoint
- Alex Pasco : ingénieur (Slidin')
- George Martin : coproducteur (Winter Bird / When Winter Comes)
- Bob Kraushaar : ingénieur (Winter Bird / When Winter Comes)
- Randy Merrill : mixage